# Trichoglossus johnstoniae
Trichoglossus johnstoniae е вид птица от семейство Папагалови (Psittaculidae). Видът е почти застрашен от изчезване.

## Разпространение
Видът е разпространен във Филипините.